# Spirostreptus striatus
Spirostreptus striatus är en mångfotingart som beskrevs av Hutton. Spirostreptus striatus ingår i släktet Spirostreptus och familjen Spirostreptidae. Inga underarter finns listade i Catalogue of Life.